# Antilliaanse Luchtvaart Maatschappij

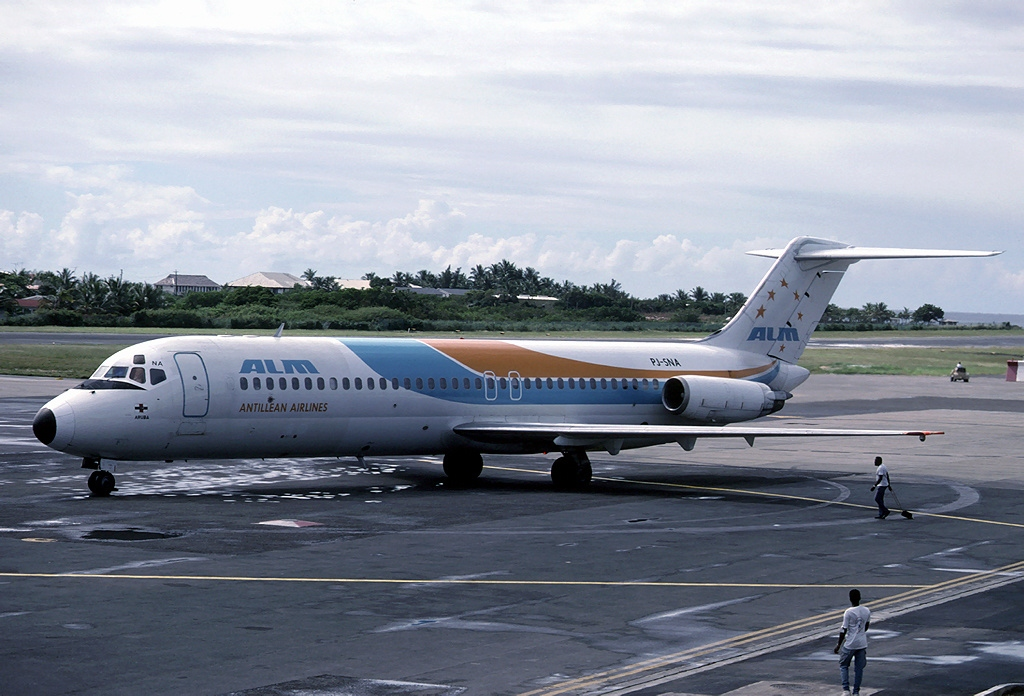
Toestel van Antillean Airlines

De Antilliaanse Luchtvaart Maatschappij (ALM) was een luchtvaartmaatschappij die gevestigd was op de Nederlandse Antillen met als thuishaven Curaçao International Airport en die bestond van 1964 tot 2002. Ze kwam voort uit het West-Indisch Bedrijf dat in 1964 werd opgeheven.
De eigenaren van de ALM waren in eerste instantie de KLM en het bestuur van de Nederlandse Antillen zelf. In 1969 nam de Nederlandse Antillen een meerderheidsbelang in de ALM en werd het bedrijf bekend als ALM-Antillean Airlines. In 1977 nam ALM Winair over. 
Na 1969 ging het echter al bergafwaarts met de ALM vanwege de corruptie binnen de organisatie en de Antillen zelf, wat een climax bereikte in 1986 toen Aruba de status aparte binnen het Koninkrijk verkreeg. Aruba vormde vervolgens zijn eigen luchtvaartmaatschappij, Air Aruba, die een directe concurrent van de ALM werd. Beide maatschappijen vlogen dezelfde routes. 
Vanaf 1979 raakte ALM in de rode cijfers, wat in 2000 uiteindelijk resulteerde in het stopzetten door de KLM van de samenwerking met ALM op de Amsterdam-Curaçao-route.

## DCA Dutch Caribbean Airlines
De aandelen van ALM werden overgenomen door een nieuw opgerichte holding DC Holding waarbij de ALM werd hernoemd tot Air ALM, maar die veranderde na enkele maanden alweer haar naam in Dutch Caribbean Airlines (DCA) of Dutch Caribbean Express (DCE) voor Aruba. De ALM ten slotte werd failliet verklaard in 2002. DC Holding was op zijn beurt onderdeel van Foundation DC Beheer die bezit was van het bestuur van Curaçao, en dus niet langer van de Antillen zelf. DCA probeerde vervolgens te concurreren met KLM op de zeer winstgevende Amsterdam-Curaçao-route door verbindingen aan te gaan met achtereenvolgens Citybird, Sobelair en Air Holland (die laatste was in eerste instantie zelf een concurrent van DCA op deze route). Vervolgens verhuisde de KLM haar Zuid-Amerika-lijn van vliegveld Hato naar Flamingo Airport op Bonaire en bood lagere prijzen aan dan DCA. Dit resulteerde in een nutteloze cateringdivisie van DCA op Hato die vervolgens met verlies verkocht werd aan de KLM. In 2004 ging ook DCA failliet, waarbij enkele honderden passagiers aan hun lot werden overgelaten op de vliegvelden van Miami, Amsterdam en Hato en enorme schulden werden achtergelaten. Er zou sprake zijn geweest van een nieuw op te richten vliegmaatschappij Curaçao Airlines, maar die is er nooit gekomen.